# ریشارت اشتوکلن
ریشارت اشتوکلن (به آلمانی: Richard Stücklen) (۲۰ اوت ۱۹۱۶ – ۲ مه ۲۰۰۲) سیاستمدار اهل آلمان بود که سمت‌هایی چون وزارت پست و ارتباطات و ریاست بوندستاگ در آلمان غربی را بر عهده داشت.
اشتوکلن در ۲ مه ۲۰۰۲، در سن ۸۵ سالگی درگذشت.